# Sülysáp
Sülysáp là một làng thuộc hạt Pest, Hungary. Làng này có diện tích 47,19 km², dân số năm 2010 là 8268 người, mật độ 175 người/km².